# Maple Valley
Maple Valley is een plaats (city) in de Amerikaanse staat Washington, en valt bestuurlijk gezien onder King County.

## Demografie
Bij de volkstelling in 2000 werd het aantal inwoners vastgesteld op 14.209.
In 2006 is het aantal inwoners door het United States Census Bureau geschat op 16.440, een stijging van 2231 (15.7%).

## Geografie
Volgens het United States Census Bureau beslaat de plaats een oppervlakte van
14,5 km², waarvan 14,1 km² land en 0,4 km² water. Maple Valley ligt op ongeveer 169 m boven zeeniveau.

## Plaatsen in de nabije omgeving
De onderstaande figuur toont nabijgelegen plaatsen in een straal van 8 km rond Maple Valley.